# Encuesta El poder en el Perú
La encuesta El poder en el Perú (llamado también Encuesta del Poder) es una entrega de sondeo de opinión anual peruana realizada desde 1981 por la actual Ipsos Perú. En ella se referencia a las personalidades con mayor dominio político y social en el país, elegidas por la élite empresarial, intelectual y administrativa. Fue creada por la consultora Apoyo, conocida por sus servicios de sondeo del sector económico, como suplemento de la revista bimestral Debate. Hasta los años 1990, se difundió cada junio. En las ediciones de 2008 y posteriores son elaboradas por Ipsos Perú por encargo de la revista Semana Económica.
La encuesta es consultada para debatir desde la influencia de la clase alta en territorio peruano, el cual es comentada por su particular percepción del control del gobierno y los medios de comunicación, así como los líderes de rubros relacionados y su exclusivo impacto en el sector privado. Las personas encuestadas suelen ser alrededor de 1000 para el año 2000, que fue reduciéndose a unos cientos en los años 2010.
En 2008 se incluyó la posibilidad de identificar como lobistas, pero fue reemplazada por selección específica de personas e instituciones que más influencien en la política nacional. Sin embargo, el periodista Gustavo Gorriti no considera que la lista refleje la realidad política del país, motivo por el cual la descarta como fuente en sus investigaciones.

## Personas con mayor poder político en el Perú
Desde su primera edición, en la publicación especial de Debate de 1981 se realizaron una lista de 30 influyentes con mayor poder en el territorio peruano, cuyos primeros puestos suelen ser presidentes junto a ministros o asesores de experimentada trayectoria en el rubro político. Además, las personalidades que aparecen en los principales diez lugares en la lista suelen ser potenciales candidatos presidenciales, salvo casos especiales de Alberto Fujimori y Ollanta Humala.
Existieron apariciones en la lista a figuras que no tuvieron un rol administrativo como Nadine Heredia (2012-2015) y Vladimir Cerrón (2021).   También apareció el terrorista Abimael Guzmán momentáneamente la edición de 1982 y que reapareció en 1988 en el cuarto lugar.
En 2024, el director de Semana Económica señaló que «Keiko Fujimori nunca ha estado tan cerca de la cima de esta encuesta», ya que la líder política está técnicamente en el mismo porcentaje que la presidenta Dina Boluarte. Por lo que se deduce que existe «la percepción de un cogobierno» con Fujimori y César Acuña (que ocupa el tercer lugar).
En esta lista se estacan a los primeros tres puestos de cada año:
| Año  | Primer lugar                    | Segundo lugar                | Tercer lugar                 | Ref.          |
| ---- | ------------------------------- | ---------------------------- | ---------------------------- | ------------- |
| 1981 | Fernando Belaúnde Terry         | Manuel Ulloa Elías           | Javier Alva Orlandini        | [ 19 ]        |
| 1982 | Fernando Belaúnde Terry         | Manuel Ulloa Elías           | Javier Alva Orlandini        | [ 20 ]        |
| 1983 | Fernando Belaúnde Terry         | Javier Alva Orlandini        | Carlos Rodríguez Pastor      | [ 21 ]        |
| 1984 | Fernando Belaúnde Terry         | Javier Alva Orlandini        | Sandro Mariátegui            | [ 22 ]        |
| 1985 | Alan García Pérez               | Luis Alberto Sánchez         | Luis Alva Castro             | [ 23 ]        |
| 1986 | Alan García Pérez               | Luis Alva Castro             | Alfonso Barrantes Lingán     | [ 24 ]        |
| 1987 | Alan García Pérez               | Luis Alva Castro             | Armando Villanueva del Campo | [ 25 ]        |
| 1988 | Alan García Pérez               | Armando Villanueva del Campo | Alfonso Barrantes Lingán     | [ 26 ]        |
| 1989 | Alan García Pérez               | Luis Alberto Sánchez         | Fernando Belaúnde Terry      | [ 27 ]        |
| 1990 | Alberto Fujimori                | Juan Carlos Hurtado Miller   | Alan García Pérez            | [ 28 ]        |
| 1991 | Alberto Fujimori                | Carlos Boloña                | Hernando de Soto             | [ 29 ]        |
| 1992 | Alberto Fujimori                | Carlos Boloña                | Abimael Guzmán               | [ 30 ]        |
| 1993 | Alberto Fujimori                | Vladimiro Montesinos         | Nicolás de Bari Hermoza Ríos | [ 31 ]        |
| 1994 | Alan García Pérez               | Alberto Fujimori             | Vladimiro Montesinos         | [ 32 ]        |
| 1995 | Alberto Fujimori                | Vladimiro Montesinos         | Nicolás de Bari Hermoza Ríos | [ 33 ]        |
| 1996 | Alberto Fujimori                | Vladimiro Montesinos         | Jorge Camet                  | [ 34 ]        |
| 1997 | Alberto Fujimori                | Vladimiro Montesinos         | Nicolás de Bari Hermoza Ríos | [ 35 ]        |
| 1998 | Alberto Fujimori                | Vladimiro Montesinos         | Nicolás de Bari Hermoza Ríos | [ 36 ]        |
| 1999 | Alberto Fujimori                | Vladimiro Montesinos         | Víctor Joy Way               | [ 37 ]        |
| 2000 | Alberto Fujimori                | Vladimiro Montesinos         | Absalón Vásquez              | [ 38 ]        |
| 2001 | Alejandro Toledo                | Pedro Pablo Kuczynski        | Roberto Dañino               | [ 39 ]        |
| 2002 | Alejandro Toledo                | Alan García Pérez            | Pedro Pablo Kuczynski        | [ 40 ]        |
| 2003 | Alejandro Toledo                | Alan García Pérez            | Javier Silva Ruete           | [ 41 ]        |
| 2004 | Alejandro Toledo                | Alan García Pérez            | Pedro Pablo Kuczynski        | [ 42 ]        |
| 2005 | Alejandro Toledo                | Pedro Pablo Kuczynski        | Alan García Pérez            | [ 43 ]        |
| 2006 | Alan García Pérez               | Jorge del Castillo           | Dionisio Romero Seminario    | [ 44 ]        |
| 2007 | Alan García Pérez               | Jorge del Castillo           | Dionisio Romero Seminario    | [ 45 ]        |
| 2008 | Alan García Pérez               | Jorge del Castillo           | Dionisio Romero Seminario    | [ 46 ]        |
| 2009 | Alan García Pérez               | Dionisio Romero Seminario    | Luis Carranza Ugarte         | [ 47 ]        |
| 2010 | Alan García Pérez               | Mario Vargas Llosa           | Dionisio Romero Seminario    | [ 48 ]        |
| 2011 | Ollanta Humala                  | Salomón Lerner Ghitis        | Nadine Heredia               | [ 49 ]        |
| 2012 | Ollanta Humala                  | Nadine Heredia               | Luis Miguel Castilla Rubio   | [ 50 ] [ 51 ] |
| 2013 | Ollanta Humala                  | Nadine Heredia               | Luis Miguel Castilla Rubio   | [ 52 ]        |
| 2014 | Ollanta Humala                  | Nadine Heredia               | Luis Miguel Castilla Rubio   | [ 53 ]        |
| 2015 | Ollanta Humala                  | Nadine Heredia               | Alan García Pérez            | [ 13 ] [ 54 ] |
| 2016 | Pedro Pablo Kuczynski           | Keiko Fujimori               | Fernando Zavala              | [ 55 ] [ 56 ] |
| 2017 | Pedro Pablo Kuczynski           | Keiko Fujimori               | Mercedes Aráoz               | [ 57 ]        |
| 2018 | Martín Vizcarra                 | Keiko Fujimori               | César Villanueva             | [ 58 ] [ 59 ] |
| 2019 | Martín Vizcarra                 | Salvador del Solar           | Keiko Fujimori               | [ 60 ]        |
| 2020 | Martín Vizcarra                 | Manuel Merino                | María Antonieta Alva         | [ 61 ]        |
| 2020 | Martín Vizcarra                 | Walter Martos                | Manuel Merino                | [ 61 ]        |
| 2021 | Pedro Castillo                  | Vladimir Cerrón              | María del Carmen Alva        | [ 15 ]        |
| 2022 | Pedro Castillo                  | Aníbal Torres                | Patricia Benavides           | [ 62 ]        |
| 2023 | Dina Boluarte y Alberto Otárola | Keiko Fujimori               | Patricia Benavides           | [ 65 ]        |
| 2024 | Dina Boluarte                   | Keiko Fujimori               | César Acuña                  | [ 66 ]        |

## Nota
1. ↑  En esta edición tomada de Ipsos, se recurren dos encuestas:

  - Entre el 27 de agosto y 7 de setiembre del 2020 (antes del pedido de vacancia de Martín Vizcarra).

  - Entre el 18 y 23 de setiembre del 2020 (después del pedido de la vacancia).
2. ↑  Empate por primera vez en su historia entre un primer ministro y un presidente.[63] Encuesta realizada por 224 personas.[64]